# Kharitonovia uzbekistanica
Genre
Espèce
Synonymes
- Dictyna uzbekistanica Charitonov, 1946
- Dictyna uzbekistanica vittata Charitonov, 1946

Kharitonovia uzbekistanica, unique représentant du genre Kharitonovia, est une espèce d'araignées aranéomorphes de la famille des Dictynidae.

## Distribution
Cette espèce se rencontre en Ouzbékistan et en Iran.

## Description
Le mâle décrit par Esyunin, Zamani et Tuneva, en 2017 mesure 1,85 mm et la femelle 3,86 mm

## Étymologie
Son nom d'espèce lui a été donné en référence au lieu de sa découverte, l'Ouzbékistan.
Ce genre est nommé en l'honneur de Dmitry Evstratievich Kharitonov.

## Publications originales
- Charitonov, 1946 : New forms of spiders of the USSR. Izvestija Estedvenno-Nauchnogo Instituta pri Molotovskom Gosudarstvennom Universitete imeni M. Gor'kogo, vol. 12, p. 19-32.
- Esyunin, Zamani & Tuneva, 2017 : On two poorly known Eurasian dictynid species (Aranei: Dictynidae), with a description of a new genus. Arthropoda Selecta, vol. 26, no 1, p. 49-62 (texte intégral).